# Five Nights at Freddy's VR: Help Wanted 2
Five Nights at Freddy's: Help Wanted 2 (abbreviato in FNaF: HW2) è un videogioco survival horror indipendente di tipo punta e clicca ideato e sviluppato da Scott Cawthon e dalla compagnia videoludica Steel Wool Studios, decimo capitolo principale della serie Five Nights at Freddy's. Il gioco è stato pubblicato il 14 dicembre 2023.

## Trama
All'inizio del gioco, al personaggio del giocatore viene dato il benvenuto nel Fazbear Orientation Program ("Programma di Orientamento Fazbear"), una simulazione virtuale che lo aiuterà a prepararsi ai compiti che dovrà svolgere come impiegato della Fazbear Entertainment.
Più tardi, si scoprirà che il personaggio del giocatore è in grado di accedere a tale simulazione tramite un'avanzata maschera da coniglio denominata "V.A.N.N.I. unit" (Virtual Augmented Reality Neural Network Integration unit, ovvero "unità di Integrazione della Rete Neurale Aumentata Virtuale").  Tuttavia, anche se la si rimuove, elementi del mondo virtuale continuano a persistere anche nel mondo reale; ciò è dovuto al fatto che, una volta indossata, la maschera impianta nel cervello di chi la utilizza un trasmettitore occipitale, che altera la percezione del mondo esterno.
Il completamento di livelli consente al giocatore di ottenere alcune action figure rappresentanti le mascotte della compagnia. Qualora le si ottengano tutte, verrà visualizzata una cutscene in cui il giocatore vede la mano di Glitchtrap fuoriuscire da una gigantesca capsula; il personaggio del giocatore verrà dunque attaccato da diversi robot S.T.A.F.F. grottescamente alterati. Subito dopo, si vedrà un robot S.T.A.F.F. con le orecchie da coniglio consegnare la maschera V.A.N.N.I. a Cassie, come già mostrato in Ruin, il DLC di Security Breach.
Il giocatore può inoltre trovare sei bamboline voodoo bianche, con indosso rispettivamente maschere rappresentanti Freddy Fazbear, Bonnie, Chica, Foxy, Golden Freddy e Puppet, che sono nascoste in diverse aree e possono essere trovate risolvendo diversi enigmi nascosti. Qualora il giocatore riesca a trovarle tutte e sei, potrà accedere ad un minigioco arcade in 8bit denominato Princess Quest IV: in quest'ultimo (similmente al minigioco Princess Quest giocabile in Help Wanted e ai minigiochi Princess Quest II e Princess Quest III giocabili in Security Breach), il giocatore interpreta una principessa dorata armata di spada che combatte contro dei fantasmi fluttuanti neri e verdi dalle fattezze di coniglio. Ad un certo punto, la prospettiva del giocatore passerà dalla terza persona alla prima persona. Il giocatore potrà dunque avanzare fino ad una zona con sei lapidi (ciascuna accompagnata da una delle sei bamboline voodoo collezionate in precedenza) incontrare un vecchio barbuto con in mano uno scettro. Il vecchio prende dal personaggio del giocatore la maschera V.A.N.N.I., consegnandogli in cambio una versione in miniatura Glitchtrap. A questo punto, sullo schermo appaiono le parole It is a fair trade ("É uno scambio equo"), ed al giocatore viene data la possibilità di entrare all'interno di un ascensore, che lo conduce all'interno di una macchinetta pesca-pupazzi. Qui, si trova di fronte il Custode del Nido (Daycare Attendant) ed una gigantesca Vanny. Il personaggio del giocatore consegna dunque il Glitchtrap in miniatura al Custode del Nido, che a sua volta lo consegna a Vanny: quest'ultima lo schiaccia con le sue mani, apparentemente uccidendolo, per poi allontanarsi nell'oscurità.
Inoltre, se le bamboline voodoo vengono disposte in un ordine specifico, il giocatore potrà accedere ad una stanza con uno scrigno: se lo si apre, verrà visualizzata una maschera da Bonnie, e sullo schermo compariranno le parole It looks familiar ("Sembra familiare").
Si ritiene che il protagonista del gioco sia il padre di Cassie menzionato in Ruin, come suggerito dalla maschera da Bonnie (in Ruin era stato spiegato che Bonnie era il personaggio preferito del padre di Cassie), e dal fatto che sia il padre di Cassie, proprio come il protagonista del gioco, era un tecnico che lavorava alla Freddy Fazbear's Mega PizzaPlex e uno dei pochissimi impiegati umani della stessa. Se ciò è vero, sembra pertanto che il padre di Cassie fosse rimasto in qualche modo intrappolato all'interno di una simulazione virtuale destinata agli impiegati Fazbear Entertainment; non è tuttavia chiaro cosa gli sia realmente successo, in quanto non é specificato quale dei due finali sia canonico. Se il finale delle action figures è quello canonico, sembra che egli sia stato infine ucciso da Glitchtrap e sia finito per possedere il robot S.T.A.F.F. con le orecchie da coniglio; al contrario, se il finale delle bamboline voodoo è quello canonico, sembra che egli sia riuscito ad eliminare Glitchtrap attaccandolo dall'interno del mondo virtuale con l'aiuto di Vanny, dopo che quest'ultima si era ribellata a Glitchtrap. Inoltre è stato teorizzato che la maschera da Bonnie era sua e che lui era uno dei bulli che aiutò Michael Afton a mettere la testa di suo fratello dentro la bocca di Fredbear e che, quindi, contribuì a causare al Morso dell'83.

## Modalità di gioco
Il gioco si compone di 39 livelli, divisi in 6 sezioni:
- Backstage, contenente 5 livelli inspirati a Five Nights at Freddy's: Security Breach in cui il giocatore deve applicare correttamente il trucco agli animatroni ed aggiungere decorazioni appropriate.
- Fazcade, contenente 11 livelli (di cui 2 inspirati a Five Nights at Freddy's: Sister Location, 6 inspirati a Security Breach e 3 inspirati rispettivamente al primo, secondo e terzo gioco della saga), in cui il giocatore deve testare diversi giochi e attrazioni.
- Staff Only, contenente 10 livelli (di cui 3 inspirati a Freddy Fazbear's Pizzeria Simulator e 7 inspirati a Security Breach), in cui il giocatore deve svolgere simulazioni di pronto soccorso, servire ai clienti le pietanze e le bevande da loro ordinate e programmare l'intelligenza artificiale di endoscheletri animatronici.
- Food Prep, contenente 3 livelli inspirati a Security Breach, in cui il giocatore deve preparare il cibo ordinato dai clienti.
- Ticket Booth, contenente 3 livelli (di cui 2 inspirati a Curse of Dreadbear e 1 inspirato a Security Breach), in cui il giocatore deve riparare o testare attrazioni da circo.
- Sister Location, contenente la ricreazione in realtà virtuale di diverse sezioni dell'originale Sister Location.

In ciascuna di questi livelli, il giocatore é ostacolato da svariati animatroni, che proveranno a coglierlo di sorpresa mentre svolge le proprie mansioni oppure lo attaccheranno qualora non svolga correttamente tali mansioni.

## Pubblicazione
Il gioco venne annunciato Il 24 maggio 2023 tramite un trailer. Il 20 novembre, grazie un nuovo trailer, ne venne rivelata la data di uscita definitiva, fissata per il 14 dicembre.